# Trichothyriomyces notatus
Trichothyriomyces notatus är en svampart som beskrevs av Bat. & H. Maia 1955. Trichothyriomyces notatus ingår i släktet Trichothyriomyces och familjen Microthyriaceae.   Inga underarter finns listade i Catalogue of Life.